# Paramphiascella sirbonica
Paramphiascella sirbonica is een eenoogkreeftjessoort uit de familie van de Miraciidae. De wetenschappelijke naam van de soort is voor het eerst geldig gepubliceerd in 1973 door Por.